# Juan Antonio Coloma Álamos
Juan Antonio Coloma Álamos (Santiago, 14 de marzo de 1980) es un abogado y político chileno, militante de la Unión Demócrata Independiente (UDI). Se desempeñó como diputado de la República en representación del antiguo distrito N.° 31, desde 2014 hasta 2018. Desde 2018 ejerce el mismo cargo pero en representación del nuevo distrito N.º 14 de la Región Metropolitana, por el periodo 2018-2022.
Su padre es el exdiputado (1990-2002) y actual senador Juan Coloma Correa.

## Familia y estudios
Nació el 14 de marzo de 1980, en Santiago. Hijo de Juan Coloma Correa y María Cecilia Álamos Jordán, es a su vez bisnieto del político conservador Juan Antonio Coloma Mellado.
Está casado con María Francisca Hoffmann Opazo, hermana de María José Hoffmann Opazo; con quien es padre de dos hijas.
Estudió la enseñanza media en el Colegio del Verbo Divino, egresando en el año 1997. Posteriormente, ingresó a estudiar derecho en la Pontificia Universidad Católica de Chile (PUC), siéndole otorgado el título de abogado en enero del año 2005. Además posee el grado de magíster en "participación ciudadana", por la Universidad Francisco de Vitoria en Madrid, España.
En 2009, se desempeñó como investigador en la Fundación Jaime Guzmán.

## Trayectoria política y pública
En las elecciones parlamentarias de diciembre del año 2009 se presentó como candidato a diputado por el distrito N.º 11 de la Región de Valparaíso, representando a la Unión Demócrata Independiente (UDI), sin resultar electo.
En su actividad partidaria, es miembro de la Comisión Política de la UDI, periodo 2012-2014, obteniendo en el año 2012 la primera mayoría en esta instancia del partido. Fue por tres años vicepresidente de la Juventud de la UDI.
A nivel de desempeño laboral en el sector público, trabajó por tres años como director jurídico de la Municipalidad de Renca; desde mayo de 2010 a julio de 2011 se desempeñó como secretario ejecutivo de la Subsecretaría de Minería, donde debió declarar como testigo en el Caso Penta que involucró al entonces subsecretario Pablo Wagner; posteriormente, entre agosto de 2011 y diciembre de 2012 fue jefe de Unidad Coordinación de Asesoría del Ministerio de Obras Públicas.
En el ámbito de campañas políticas, fue jefe territorial de la fallida campaña presidencial de Laurence Golborne en 2013. Ese mismo año fue elegido diputado por el distrito N.º 31 de la Región Metropolitana, en representación de la UDI, por el periodo 2014-2018. Integró las Comisiones Permanentes de Constitución, Legislación y Justicia; y Derechos Humanos y Pueblos Originarios.
En noviembre de 2017, fue reelecto como diputado de por el nuevo distrito N.° 14 de la Región Metropolitana, dentro del pacto Chile Vamos, por el período legislativo 2018-2022.
Pasó a integrar las comisiones permanentes de Constitución, Legislación, Justicia y Reglamento; y de Obras Públicas, Transportes y Telecomunicaciones. Así mismo integra las Comisiones Especiales Investigadoras: de la actuación de los organismos policiales, de persecución criminal y de inteligencia en torno a la supuesta existencia de pruebas falsas en el marco de la denominada «Operación Huracán»; de eventuales irregularidades en la reducción artificial de listas de espera mediante la eliminación de pacientes desde el Repositorio Nacional de Listas de Espera, manipulación de estadísticas y omisión de registro; y de las contrataciones de personal en la Administración del Estado entre los meses de noviembre de 2017 a marzo de 2018, de la cual fue elegido presidente durante la Sesión 100.ª Ordinaria, el 10 de julio de 2018.

## Controversias
Durante las protestas en Chile del año 2019, Coloma compartió diferentes noticias que a la larga terminaron por ser falsas. Entre ellas:
- El 19 de noviembre, Coloma publicó en su cuenta de Twitter un video en donde una persona insultaba a Carabineros:[8]

"FUNCIONARIA DEL @inddhh insulta violentamente a #Carabinero amparada en su cargo. Le dice “Eres un simple paco, que te crees tú, bastardo culiao” Exijo inmediata respuesta a  @SergioMicco y separar del cargo a esta violenta persona."

Ante la publicación, el INDH indicó que no se trataba de una funcionaria, por lo que presentaron una querella por usurpación de funciones públicas.
- Tras el informe por parte de Amnistía Internacional sobre violaciones de derechos humanos en las manifestaciones, Coloma deslegitimó dicho informe, indicando que esta organización forma parte de la Mesa Social que negaba el acuerdo por la paz. En su Twitter expresó:[10]

"Que se sepa la verdad !!! AMNISTÍA INTERNACIONAL es parte de la “MESA SOCIAL”.., los mismos que negaron el acuerdo por la Paz, convocan a actos que siempre terminan en violencia. Miren el convocante 104, vergüenza http://unidadsocial.cl/organizaciones-convocantes/

Luego, se indicó que era en Sindicato de trabajadores de Amnistía quienes formaban parte de la Mesa, no la organización.
En el contexto de la pandemia del COVID-19, Coloma fue de quienes impulsó la ley del indulto o beneficios a presos de avanzada edad por crímenes de lesa humanidad del Penal Punta Peuco, aun cuando los tratados de internacionales establecen que este tipo de delitos no susceptibles de amnistías, indultos o prescripción.
Tras las movilizaciones ocurridas en Chile en 2019, la Contraloría General de la República de Chile formuló cargos en contra de Carabineros de Chile, Coloma junto a la diputada Camila Flores anunciaron que enviarán un escrito a la Organización Latinoamericana y del Caribe de Entidades Fiscalizadoras Superiores, indicando que la Contraloría chilena habría excedido en sus facultades. Dicho organismo, sin embargo, está dirigido hasta 2023 por la misma Contraloría chilena.
En 2020, y luego de que se indicara que facultativos del Hospital de Melipilla supuestamente se negaron a atender a miembros de Carabineros de Chile, Coloma pidió a través de cuenta de Twitter las máximas sanciones para los responsables, inclusive la expulsión del país, al ser un médico de nacionalidad venezolana. Tras un sumario interno, dichas acusaciones fueron desestimadas, ante lo cual Coloma no realizó declaraciones.

## Historial electoral

### Elecciones parlamentarias de 2009
- Elecciones parlamentarias de 2009, candidato a diputado por el distrito 11 (Calle Larga, Catemu, Llay-Llay, Los Andes, Panquehue, Putaendo, Rinconada, San Esteban, San Felipe y Santa María)[22]

### Elecciones parlamentarias de 2013
- Elecciones parlamentarias de 2013, candidato a diputado por el distrito 31, Alhué, Curacaví, El Monte, Isla de Maipo, María Pinto, Melipilla, Padre Hurtado, Peñaflor, San Pedro y Talagante[23]

### Elecciones parlamentarias de 2017
- Elecciones parlamentarias de 2017, candidato a diputado por el distrito 14 (Alhué, Buin, Calera de Tango, Curacaví, El Monte, Isla de Maipo, María Pinto, Melipilla, Padre Hurtado, Paine, Peñaflor, San Bernardo, San Pedro y Talagante)[24]

### Elecciones parlamentarias de 2021
- Elecciones parlamentarias de 2021, candidato a diputado por el distrito 14 (Alhué, Buin, Calera de Tango, Curacaví, El Monte, Isla de Maipo, María Pinto, Melipilla, Padre Hurtado, Paine, Peñaflor, San Bernardo, San Pedro y Talagante)[25]